# Liste der Naturdenkmale in Altdöbern
Die Liste der Naturdenkmale in Altdöbern nennt die Naturdenkmale in Altdöbern im Landkreis Oberspreewald-Lausitz in Brandenburg.
In den Spalten befinden sich folgende Informationen:
- Nr.: Identifizierungsnummer nach veröffentlichter Liste. Sie wird von der unteren Naturschutzbehörde des Landkreises oder der kreisfreien Stadt vergeben. Wenn sie bekannt ist, wird sie angegeben. In dieser Spalte kann sich zusätzlich das Wort Wikidata befinden, der entsprechende Link führt zu Angaben zu diesem Naturdenkmal bei Wikidata.
- Bezeichnung: Benennung des Naturdenkmals, in der Regel wird bei Bäume die Baumart genannt. Bekannte Eigennamen werden mit angegeben.
- Gemarkung: Ort oder Gemarkung, in der sich das Naturdenkmal befindet
- Lage: Nennt die Lage des Naturdenkmals im jeweiligen Ortsteil und die geografischen Koordinaten des Naturdenkmals. Link zu einem Kartenansichtstool, um Koordinaten zu setzen. In der Kartenansicht sind Naturdenkmale ohne Koordinaten mit einem roten beziehungsweise orangen Marker dargestellt und können in der Karte gesetzt werden. Denkmale ohne Bild sind mit einem blauen bzw. roten Marker gekennzeichnet, Denkmale mit Bild mit einem grünen beziehungsweise orangen Marker.
- Beschreibung: die Beschreibung des Naturdenkmales
- Schutzzweck: Erläutert den Grund der Unterschutzstellung
- Bild: Zeigt ein Bild des Naturdenkmales und gegebenenfalls ein Link zu weiteren Fotos im Medienarchiv Wikimedia Commons

## Altdöbern
| Bild | Bezeichnung                      | Lage | Beschreibung  | Schutzzweck | Nummer  |
| ---- | -------------------------------- | --- | ------------- | ----------- | ------- |
| BW   | Bergahorn (Acer pseudoplatanus)  | Altdöbern, Schlosspark, nördlich vom bewohnten Kavaliershaus im Vorpark (51° 39′ 10,5″ N, 14° 2′ 7,3″ O)         | wurde gefällt |             | 1001-1  |
| BW   | Platane (Platanus)               | Altdöbern, Schlosspark, zwischen Schloss und Marstall, gegenüber Freilichttheater (51° 39′ 11,6″ N, 14° 2′ 3″ O) |               |             | 1001-2  |
| BW   | Rotbuche (Fagus sylvatica)       | Altdöbern, Schlosspark, 100 m nordwestlich vom Schloss (51° 39′ 15,5″ N, 14° 2′ 4,1″ O)                          |               |             | 1001-3  |
| BW   | Rotbuche (Fagus sylvatica)       | Altdöbern, Schlosspark, östlich vom Schloss am Parkweg (51° 39′ 13,2″ N, 14° 2′ 12,2″ O)                         |               |             | 1001-4  |
| BW   | Rotbuche (Fagus sylvatica)       | Altdöbern, Schlosspark, 20 m nordöstlich vom Schloss (51° 39′ 14,4″ N, 14° 2′ 8,5″ O)                            |               |             | 1001-5  |
| BW   | Sommerlinde (Tilia platyphyllos) | Altdöbern, Schlosspark, im Rondell vor dem Schloss (51° 39′ 11,2″ N, 14° 2′ 7,2″ O)                              |               |             | 1001-6  |
| BW   | Stieleiche (Quercus robur)       | Altdöbern, Schlosspark, ca. 50 m nördlich vom Französischen Garten (51° 39′ 12,8″ N, 14° 2′ 13,1″ O)             |               |             | 1001-7  |
| BW   | Stieleiche (Quercus robur)       | Altdöbern, Schlosspark, ca. 15 m nördlich vom Französischen Garten (51° 39′ 12,3″ N, 14° 2′ 13″ O)               |               |             | 1001-8  |
| BW   | Stieleiche (Quercus robur)       | Altdöbern, Schlosspark, 50 m nordöstlich vom Schloss (51° 39′ 15,4″ N, 14° 2′ 9,4″ O)                            |               |             | 1001-9  |
| BW   | Stieleiche (Quercus robur)       | Altdöbern, ca. 20 m vor Gebäude Jauersche Straße 9 (51° 38′ 56,9″ N, 14° 2′ 22,4″ O)                             |               |             | 1001-10 |

## Chransdorf
| Bild | Bezeichnung         | Lage | Beschreibung | Schutzzweck | Nummer |
| ---- | ------------------- | --- | ------------ | ----------- | ------ |
| BW   | Chransdorfer Steine | Altdöbern, Ortslage Chransdorf, 1500 m südwestlich von Chransdorf auf einer Anhöhe (51° 37′ 19″ N, 14° 0′ 28,8″ O) |              |             | 1005-1 |

## Ranzow (Niederlausitz)
| Bild | Bezeichnung                      | Lage                                                                  | Beschreibung | Schutzzweck | Nummer |
| ---- | -------------------------------- | --------------------------------------------------------------------- | ------------ | ----------- | ------ |
| BW   | Sommerlinde (Tilia platyphyllos) | Ranzow, am Grundstück Dorfstraße 17 (51° 41′ 34,5″ N, 14° 2′ 29,3″ O) |              |             | 1025-1 |

## Reddern
| Bild | Bezeichnung                            | Lage                                                                            | Beschreibung | Schutzzweck | Nummer |
| ---- | -------------------------------------- | ------------------------------------------------------------------------------- | ------------ | ----------- | ------ |
| BW   | Blutbuche (Fagus sylvatica ,Purpurea’) | Reddern, im Park ca. 115 m östlich der Kirche (51° 40′ 58,2″ N, 14° 5′ 6,5″ O)  |              |             | 1026-1 |
| BW   | Sommerlinde (Tilia platyphyllos)       | Reddern, ca. 20 m südlich Gebäude Dorfstraße 15 (51° 41′ 5,6″ N, 14° 5′ 0,3″ O) |              |             | 1026-2 |